# Émile Antoine Guillier
Émile Antoine Guillier ou Émile Guillier, né le 25 octobre 1849 à Paris où il est mort le 17 avril 1883, est un peintre français.

## Biographie

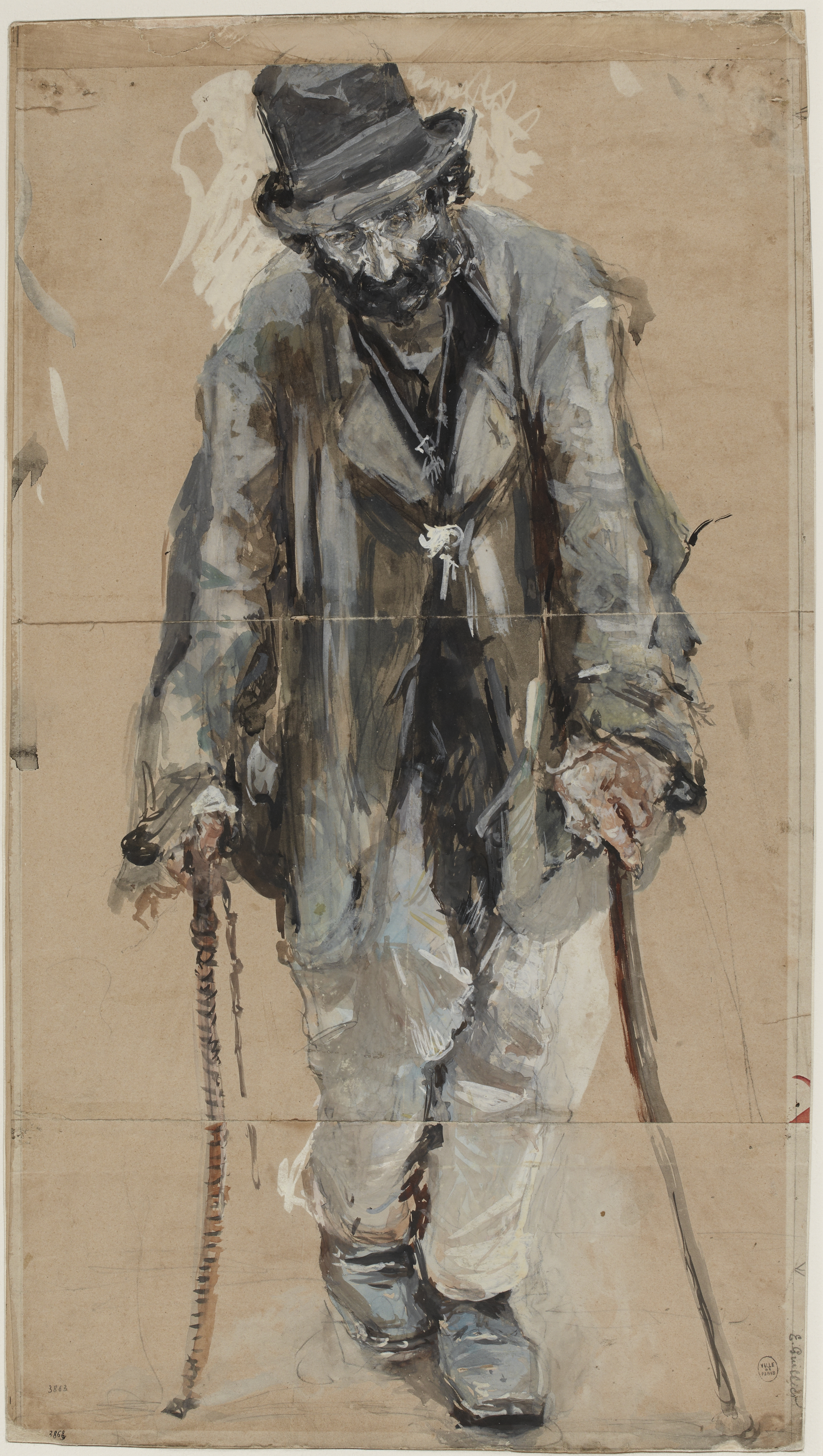
Mendiant appuyé sur deux cannes.

Émile Antoine Guillier est le fils de Pierre Guillier, employé de l'octroi, et de Marie Amélie Frasey.
Son père se reconvertit dans le négoce d'œuvres d'art. À l'âge de huit ans, il manie déjà très habilement le pinceau.
Élève d'Isidore Pils, d'Adolphe Yvon et de Carolus-Duran, il expose au Salon à partir de 1870. Il fait partie du Groupe des Batignolles.
Durant la Commune de Paris, il combat à Châtillon dans un bataillon de mobiles de la Seine. Atteint de pleurésie, il séjourne au Val-de-Grâce.
Au sortir de la guerre, il se lance éperdument dans la peinture de rue. Entre les marchés et les quais de Seine, entre les mendiants et les ouvriers, il fige sur la toile son Paris quotidien, à la manière d'un impressionniste d'avant-garde.
Son style s'affirme en s'éloignant du classique que son entourage lui conseille. Il passe dès lors de la mélancolie à la dépression. Se sentant incompris, voire persécuté, il met fin à ses jours.
Il meurt célibataire à son domicile de la rue de Rennes à l'âge de 33 ans. Il est inhumé le 20 avril 1883 au cimetière du Montparnasse.